# Набарангпур (округ)
Набарангпур (англ. Nabarangpur) — округ в индийском штате Орисса. Образован 2 октября 1992 года из части территории округа Корапут одновременно с округами Малкангири и Раягада. Административный центр — город Набарангпур. Площадь округа — 5295 км². По данным всеиндийской переписи 2001 года население округа составляло 1 025 796 человек. Уровень грамотности взрослого населения составлял 33,9 %, что значительно ниже среднеиндийского уровня (59,5 %). Доля городского населения составляла 5,8 %.